# X疾病

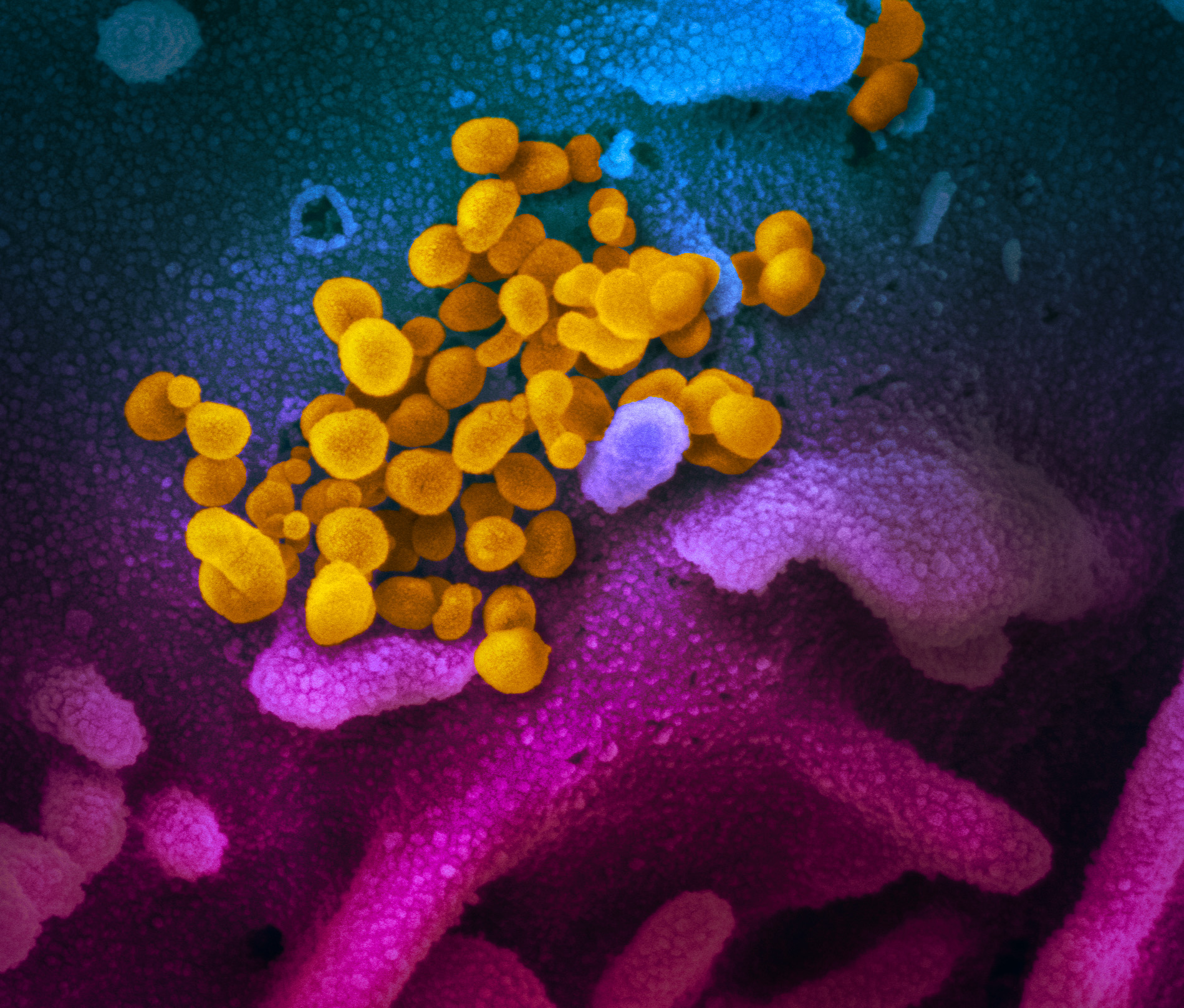
SARS-CoV-2的扫描电子显微镜（SEM）图像。该病毒在2020年被认为是第一种符合X疾病概念的现实世界病毒

X疾病（英語：Disease X）是世衛對一種未來會引起流行病，但現時仍未知道名稱的病原體的臨時名稱。這種疾病於2018年被世界衛生組織列於“预防流行病行动的研发蓝图”（蓝图）的「有大爆發危機、難以防範的八大疾病」名單之內，可能是由生物武器，又或由物傳人的新型傳染病引起。世衛聲稱將這種未知的病加入的緣由，是要讓大家為這種可能會出現的疾病做好足夠研發的準備。美國國家過敏和傳染病研究所主任安東尼·福奇指出X疾病的概要將鼓勵世衛將研究工作放在整個病毒綱（如黃病毒屬），而不是獨特的病毒株（如寨卡病毒），以改進世衛應對未知病毒株的能力。2020年，包括部分世衛專家在內推測嚴重急性呼吸系統綜合症冠狀病毒2引起的2019冠狀病毒病成為第一個符合X疾病要求的病毒。